# Les Plains-et-Grands-Essarts
Pour les articles homonymes, voir Les Essarts.
Les Plains-et-Grands-Essarts est une commune française située dans le département du Doubs, la région culturelle et historique de Franche-Comté et la région administrative Bourgogne-Franche-Comté.

## Géographie

### Situation, topographie et hydrographie
Le village des Plains-et-Grands-Essarts (748 mètres d'altitude au centre du village) est situé dans le massif du Jura, au N.-E. du plateau de Maîche, à neuf kilomètres à vol d'oiseau au N.-E. de Maîche et à environ 24 km au S.-S.-E. de Montbéliard. Le territoire de la commune est essentiellement constitué par un large bassin relativement plat, d'une altitude moyenne de 750 m, occupé par des pâturages, limité au S.-E. par la colline boisée du Verbois (939 m) et au N.-O. par les buttes de la Côtotte et des Vérailles (815 m), et s'enfonce vers l'O. dans la vallée sèche de Tremeu pour rejoindre, à une altitude d'environ 625 m, le ruisseau du Charbonney, affluent gauche du Doubs. Il ne comporte pas de cours d'eau de surface, l'eau des précipitations s'infiltrant dans le sous-sol karstique. Au N., le mamelon de la Queue de Veau sépare le plateau de la vallée du Doubs. C'est sur les hauteurs de Montsassier, à l'extrême S.-E., derrière la colline du Verbois, que la commune atteint son altitude maximale, à 945 m.
Outre l'agglomération des Plains, autour de l'église paroissiale, et l'alignement de maisons des Grands-Essarts, tout proche, longeant la D 449 vers le N.-O. en direction de Courtefontaine et de la vallée du Doubs, la commune compte de nombreux hameaux et écarts, dont ceux de Tremeux, de Montsassier-Dessus et de la Tuilerie.

### Climat
Pour des articles plus généraux, voir Climat de la Bourgogne-Franche-Comté et Climat du Doubs.
En 2010, le climat de la commune est de type climat de montagne, selon une étude du Centre national de la recherche scientifique s'appuyant sur une série de données couvrant la période 1971-2000. En 2020, Météo-France publie une typologie des climats de la France métropolitaine dans laquelle la commune est exposée à un climat de montagne ou de marges de montagne et est dans la région climatique  Jura, caractérisée par une forte pluviométrie en toutes saisons (1 000 à 1 500 mm/an), des hivers rigoureux et un ensoleillement médiocre. 
Pour la période 1971-2000, la température annuelle moyenne est de 7,8 °C, avec une amplitude thermique annuelle de 16,7 °C. Le cumul annuel moyen de précipitations est de 1 455 mm, avec 12,2 jours de précipitations en janvier et 11,6 jours en juillet. Pour la période 1991-2020, la température moyenne annuelle observée sur la station météorologique de Météo-France la plus proche, « Maiche », sur la commune de Maîche à 9 km à vol d'oiseau, est de 7,7 °C et le cumul annuel moyen de précipitations est de 1 433,0 mm. 
La température maximale relevée sur cette station est de 34,9 °C, atteinte le 25 juillet 2019 ; la température minimale est de −26,8 °C, atteinte le 1er mars 2005,,. 
Les paramètres climatiques de la commune ont été estimés pour le milieu du siècle (2041-2070) selon différents scénarios d'émission de gaz à effet de serre à partir des nouvelles projections climatiques de référence DRIAS-2020. Ils sont consultables sur un site dédié publié par Météo-France en novembre 2022.

## Urbanisme

### Typologie
Au 1er janvier 2024, Les Plains-et-Grands-Essarts est catégorisée commune rurale à habitat dispersé, selon la nouvelle grille communale de densité à 7 niveaux définie par l'Insee en 2022.
Elle est située hors unité urbaine. Par ailleurs la commune fait partie de l'aire d'attraction de Maîche, dont elle est une commune de la couronne,. Cette aire, qui regroupe 23 communes, est catégorisée dans les aires de moins de 50 000 habitants,.

### Occupation des sols
L'occupation des sols de la commune, telle qu'elle ressort de la base de données européenne d’occupation biophysique des sols Corine Land Cover (CLC), est marquée par l'importance des territoires agricoles (63,7 % en 2018), une proportion sensiblement équivalente à celle de 1990 (63,9 %). La répartition détaillée en 2018 est la suivante : 
prairies (50,3 %), forêts (32,4 %), zones agricoles hétérogènes (13,4 %), zones urbanisées (3,9 %), terres arables (0,1 %). L'évolution de l’occupation des sols de la commune et de ses infrastructures peut être observée sur les différentes représentations cartographiques du territoire : la carte de Cassini (XVIIIe siècle), la carte d'état-major (1820-1866) et les cartes ou photos aériennes de l'IGN pour la période actuelle (1950 à aujourd'hui).

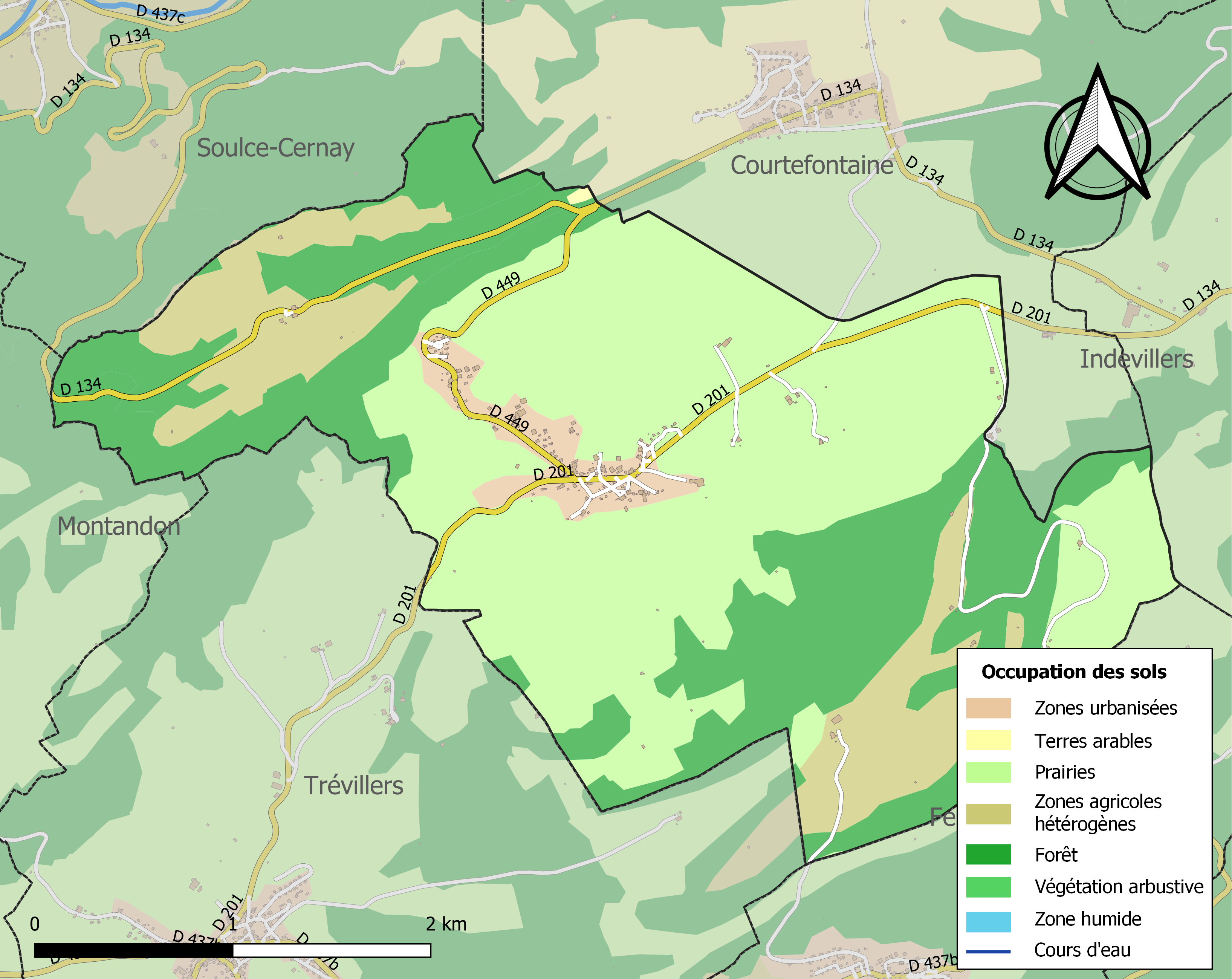
Carte des infrastructures et de l'occupation des sols de la commune en 2018 (CLC).

## Toponymie
Planei en 1139 ; Grand-Essart en 1312 ; Tremeu en 1432 ; Cernier d'Ambray en 1432 ; Le Plain-et-Grand-Esserts en 1671.
Le nom de la commune fait allusion au plateau (Les Plains) qui occupe une grande partie de son territoire et aux zones qui furent défrichées (Essarts) tout alentour. Le terme Essarts ou Essards a pour origine les grands défrichements et déboisements du Moyen Âge, où l'accroissement de la population entraîna le besoin de gagner de l'espace sur la forêt. Certaines des nouvelles communes ainsi créées furent nommées Essart, du verbe essarter, signifiant défricher.

## Politique et administration
| Période                                  | Période  | Identité               | Étiquette | Qualité                                                  |
| ---------------------------------------- | -------- | ---------------------- | --------- | -------------------------------------------------------- |
| mars 2001                                | ?        | Gabriel Moureaux       |           |                                                          |
| mars 2008                                | mai 2020 | Magalie Lambert-Prétot | UMP-LR    | Ouvrière, suppléante du député Marcel Bonnot (2012-2017) |
| mai 2020                                 | En cours | Denis Narbey           |           |                                                          |
| Les données manquantes sont à compléter. |          |                        |           |                                                          |

## Démographie
L'évolution du nombre d'habitants est connue à travers les recensements de la population effectués dans la commune depuis 1793. Pour les communes de moins de 10 000 habitants, une enquête de recensement portant sur toute la population est réalisée tous les cinq ans, les populations de référence des années intermédiaires étant quant à elles estimées par interpolation ou extrapolation. Pour la commune, le premier recensement exhaustif entrant dans le cadre du nouveau dispositif a été réalisé en 2004.

En 2022, la commune comptait 211 habitants, en évolution de −4,95 % par rapport à 2016 (Doubs : +1,88 %, France hors Mayotte : +2,11 %).
| 1793 | 1800 | 1806 | 1821 | 1831 | 1836 | 1841 | 1846 | 1851 |
| ---- | ---- | ---- | ---- | ---- | ---- | ---- | ---- | ---- |
| 360  | 356  | 337  | 350  | 395  | 378  | 391  | 377  | 406  |

| 1856 | 1861 | 1866 | 1872 | 1876 | 1881 | 1886 | 1891 | 1896 |
| ---- | ---- | ---- | ---- | ---- | ---- | ---- | ---- | ---- |
| 371  | 366  | 396  | 309  | 340  | 297  | 305  | 296  | 240  |

| 1901 | 1906 | 1911 | 1921 | 1926 | 1931 | 1936 | 1946 | 1954 |
| ---- | ---- | ---- | ---- | ---- | ---- | ---- | ---- | ---- |
| 231  | 256  | 228  | 235  | 219  | 238  | 253  | 251  | 241  |

| 1962 | 1968 | 1975 | 1982 | 1990 | 1999 | 2004 | 2006 | 2009 |
| ---- | ---- | ---- | ---- | ---- | ---- | ---- | ---- | ---- |
| 217  | 200  | 178  | 156  | 171  | 179  | 179  | 173  | 208  |

| 2014 | 2019 | 2022 | - | - | - | - | - | - |
| ---- | ---- | ---- | - | - | - | - | - | - |
| 225  | 214  | 211  | - | - | - | - | - | - |

## Lieux et monuments
- L'église de l'Assomption.
- Cimetière anabaptiste Magny Anigon

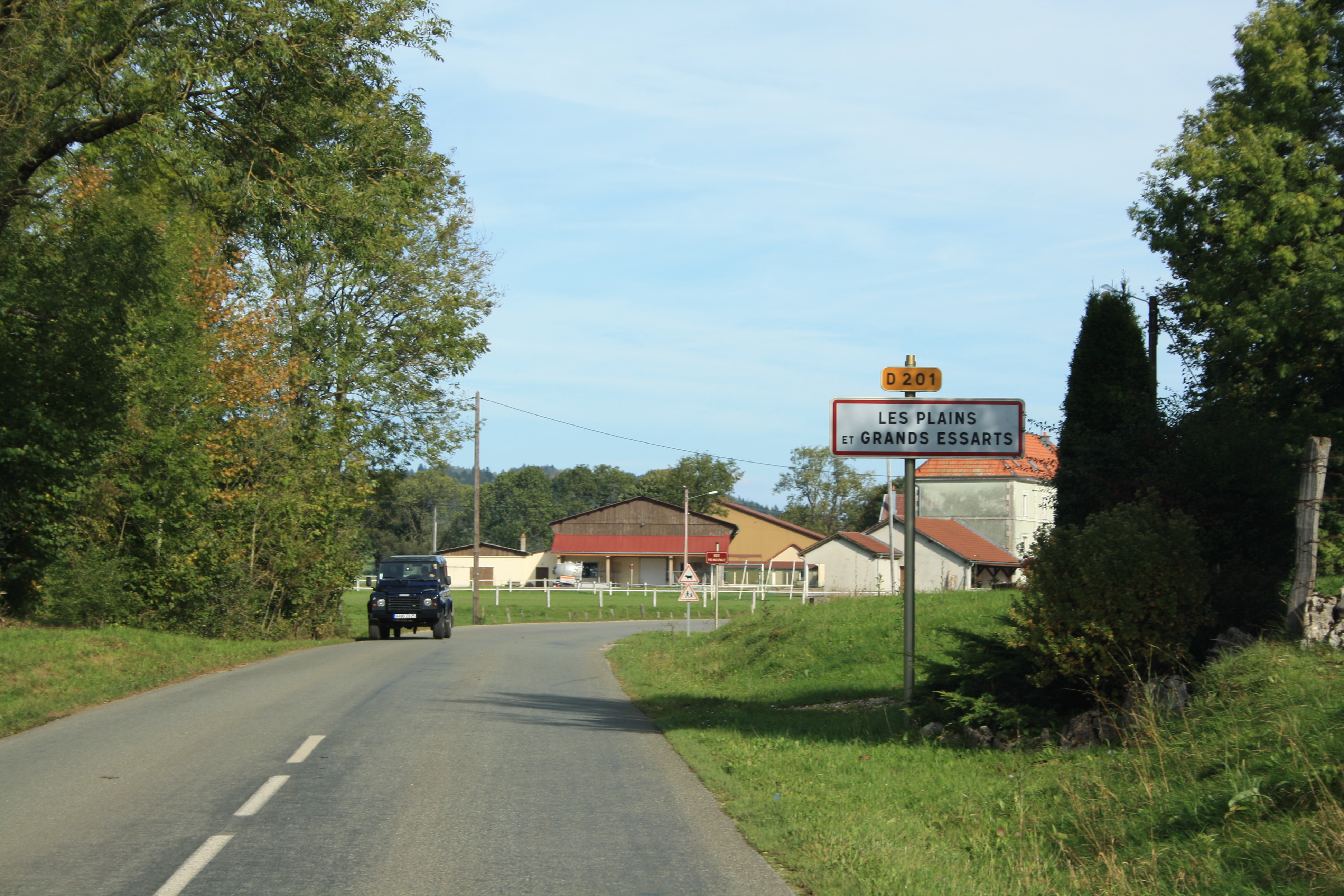
Entrée du village.
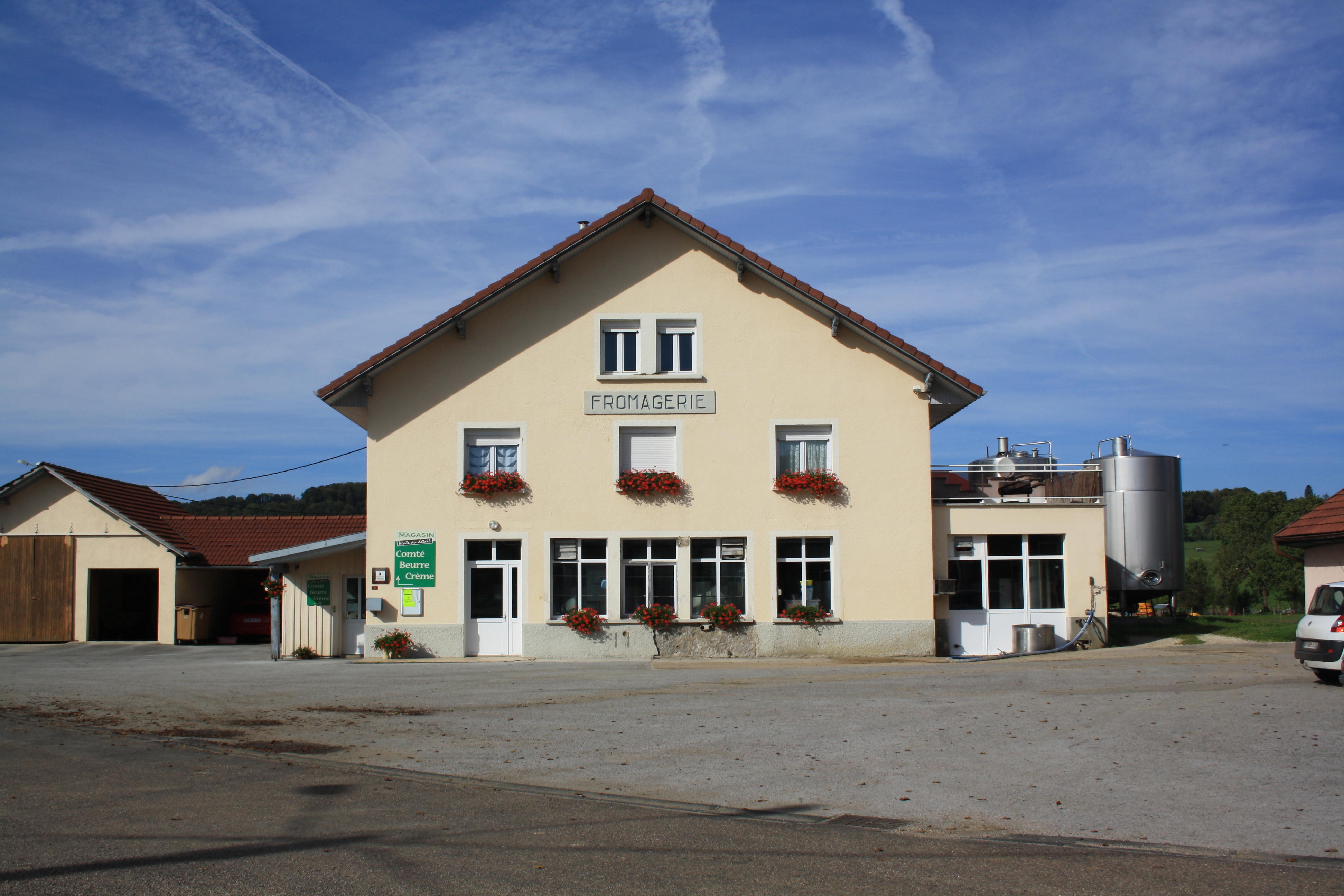
Fromagerie.
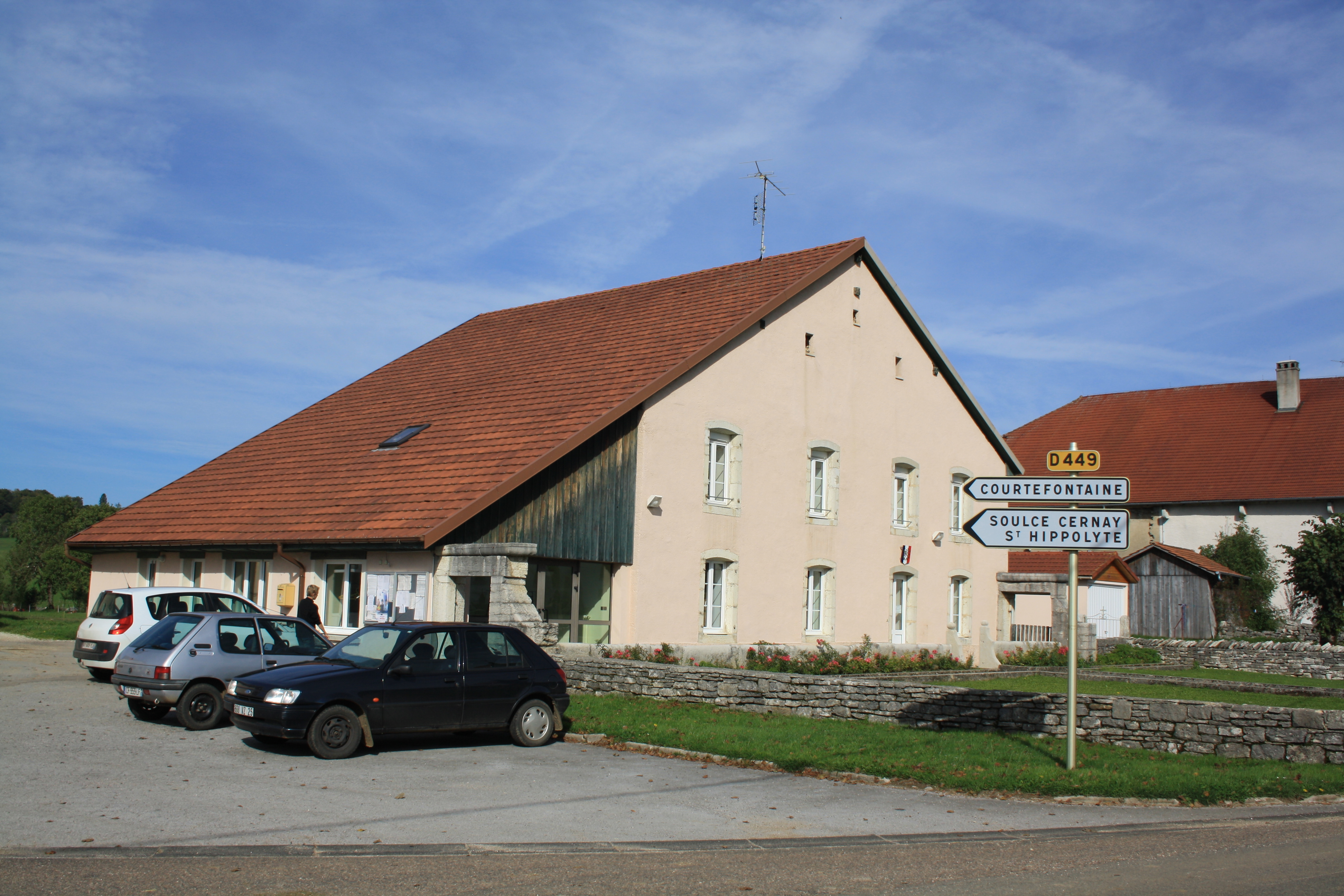
Mairie.
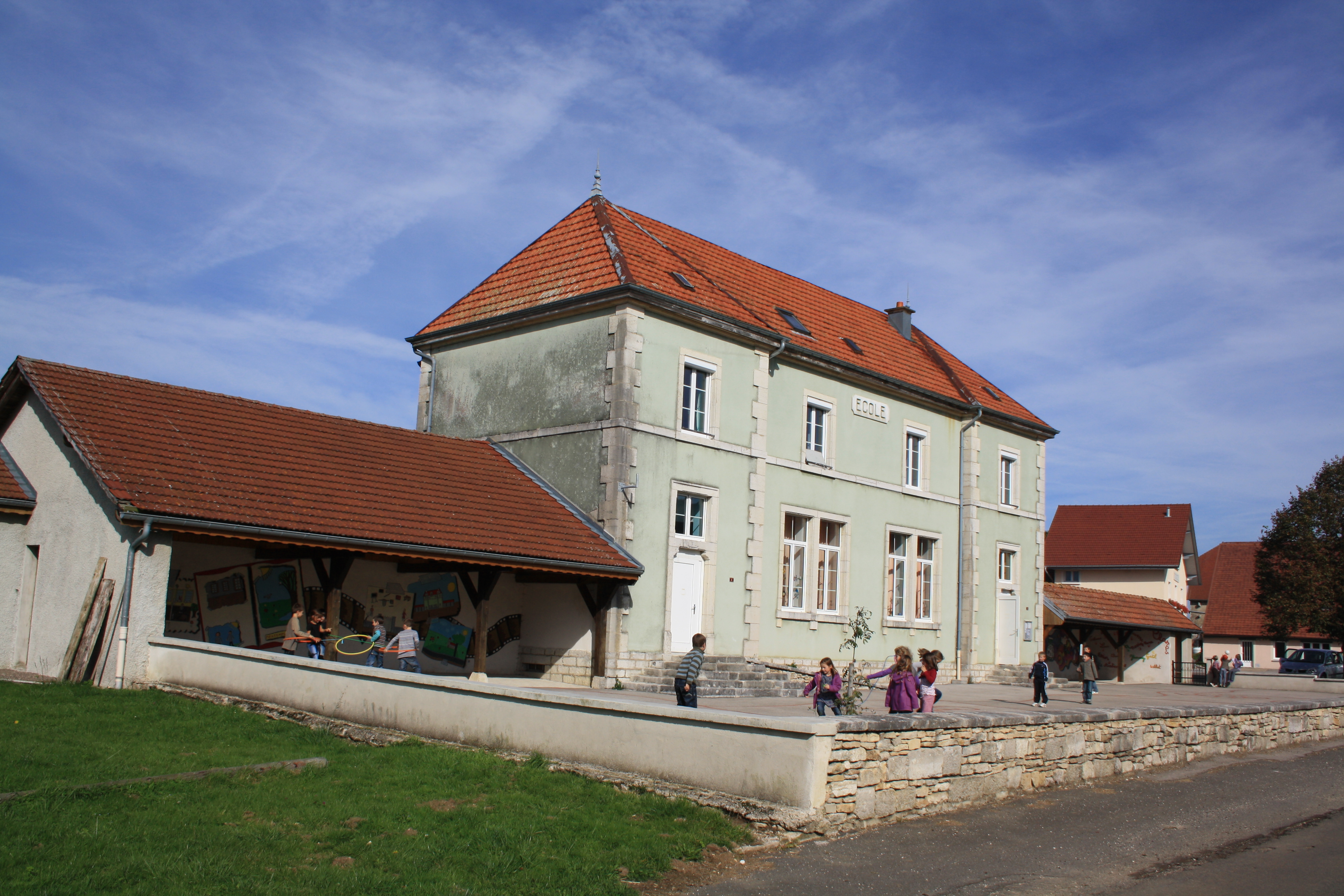
École.

## Personnalités liées à la commune
Léon Parent est une des personnalités phare des plains. Il est notamment l’auteur de Secteur 2. Un morceau qui a été 51 semaines en première position du top 50. Il est aussi un célèbre acteur d’Hoolywood cette énorme bg.